# Giovanni Battista Borghi
Giovanni Battista Borghi (* 25. August 1738 in Camerino; † 25. Februar 1796 in Loreto) war ein italienischer Komponist der Klassik.

## Leben
Giovanni Battista Borghi wurde und wird oft mit dem Violinisten Luigi Borghi und dem Cembalisten Giovanni Borghi verwechselt.
Borghi studierte von 1757 bis 1759 am Conservatorio della Pietà dei Turchini in Neapel. Er wirkte 1759 bis 1778 als Kapellmeister am Dom von Orvieto und dann an der Basilica della Santa Casa in Loreto (bis zu seinem Tod), wobei er häufig seinen Wirkungsort verließ, um die Aufführungen seiner Opern in ganz Italien zu leiten, vor allem in Venedig, Florenz und Rom. Seine bekannteste Oper war La morte di Semiramide von 1791. Bekannt wurde Borghi vor allem durch seine Kirchenmusik, die in vielen Archiven und Bibliotheken als Drucke oder Handschriften zu finden ist. Er komponierte zahlreiche Messen, etwa 20 Oratorien und Gelegenheitswerke für kirchliche Zeremonien. Hinzu kommen Vertonungen von Psalmen, Motetten und Litaneien. An Instrumentalwerken sind neben einem Violinkonzert lediglich 6 Duetti für 2 Violinen bekannt.

## Werke (Auswahl)

### Opern
- Adriano in Siria, opera seria; Libretto: Pietro Metastasio; UA: 1759, Turin
- Il tutore deluso, intermezzo; Libretto: A. Gatta; UA: 1762, Lucca
- Le nozze disturbate, farsetta; Libretto: A. Gatta; UA: 1762, Florenz
- Merope, dramma per musica; Libretto: Apostolo Zeno; UA: 1768, Rom
- Alessandro in Armenia, dramma per musica; Libretto: C. Doriano; UA: 1769, Venedig
- La schiava amorosa, farsetta; Libretto: Marcello Bernardini; UA: 1770, Rom
- L’amore in campagna (Le villanelle innamorate), farsetta; Libretto: Pietro Chiari; UA: 1771, Rom
- Siroe, dramma per musica; Libretto: Pietro Metastasio; UA: 1771, Venedig
- Le avventure di Laurina, intermezzo; UA: 1772, Rom
- Il trionfo di Clelia, dramma per musica; Libretto: Pietro Metastasio; UA: 1773, Neapel
- Ricimero, dramma per musica; Libretto: Francesco Silvani; UA: 1773, Venedig
- Il filosofo amante, farsetta; UA: 1774, Rom
- Artaserse, dramma per musica; Libretto: Pietro Metastasio; UA: 1775, Venedig
- La donna instabile, dramma giocoso; Libretto: Giovanni Bertati; UA: 1776, Venedig
- Gli tre pretendenti, dramma giocoso; Libretto: Giovanni Bertati; UA: 1777, Bologna
- Creso, re di Lidia, dramma per musica; Libretto: Giovacchino Pizzi; UA: 1777, Florenz
- Eumene, opera seria; Libretto: Apostolo Zeno; UA: 1777, Venedig
- Tito Manlio, dramma per musica; Libretto: Gaetano Roccaforte; UA: 1780, Rom
- Quinto Fabio, dramma per musica; Libretto nach Apostolo Zeno; UA: 1781, Florenz
- Arbace, dramma per musica; Libretto: Gaetano Sertor; UA: 1782, Venedig
- Piramo e Tisbe, dramma per musica; Libretto: Gaetano Sertor; UA: 1783, Florenz
- Olimpiade, opera seria; Libretto: Pietro Metastasio; UA: 1784, Modena
- La morte di Semiramide, tragedia; Libretto: Simeone Antonio Sografi; UA: 1791, Mailand
- Egilina, opera seria; Libretto: Angelo Anelli; UA: 1793, Mailand

### Oratorien
- Isacco figura del redentore; Libretto: Pietro Metastasio; UA: 1764, Camerino
- Giuseppe riconosciuto; Libretto: Pietro Metastasio; UA: 1766, Orvieto
- La morte d’Abel; Libretto: Pietro Metastasio; UA: 1789, Tolentino